# Jovica Nikolić
Jovica Nikolić (Jagodina, 11 luglio 1959) è un ex calciatore jugoslavo.

## Carriera
Inizia la carriera da professionista nel 1983 con la Stella Rossa di Belgrado dove gioca per sei stagioni vincendo due campionati della RSF di Jugoslavia e la Coppa di Jugoslavia 1985.
Dopo un anno di inattività nel 1990 si trasferisce in Portogallo, al Salgueiros, dove chiude la carriera.
Con la Nazionale jugoslava ha partecipato alle Olimpiadi del 1984 vincendo la medaglia di bronzo.

## Palmarès

### Club
- Campionati della RSF di Jugoslavia: 2

Stella Rossa: 1983-1984, 1987-1988
- Coppe di Jugoslavia: 1

Stella Rossa: 1984-1985

### Nazionale
- Bronzo olimpico: 1

Los Angeles 1984